# Robert Duncan (poète)
Pour les articles homonymes, voir Robert Duncan.
 (septembre 2022).
Si vous disposez d'ouvrages ou d'articles de référence ou si vous connaissez des sites web de qualité traitant du thème abordé ici, merci de compléter l'article en donnant les références utiles à sa vérifiabilité et en les liant à la section « Notes et références ».
Robert Duncan, né le 7 janvier 1919 né à Oakland, en Californie, et mort le 3 février 1988 à San Francisco des suites d'une polykystose rénale, est un écrivain, essayiste, dramaturge et poète américain, lié au courant littéraire du Black Mountain et à celui de la Beat generation. Il fut également l'une des figures phares de la Renaissance de San Francisco avec Kenneth Rexroth, Robin Blaser, Charles Olson,  Robert Creeley, Jack Spicer... et de l'avant-garde littéraire américaine.

## Biographie

### Jeunesse et formation
Robert Duncan (Edward Howard Duncan) est le fils de  Edward Howard Duncan, un ouvrier agricole journalier et de Marguerite Pearl Carpenter. Sa mère décède lors de son accouchement. Son père, ne pouvant subvenir à son éducation, le fait adopter en août 1919 par une famille de théosophes : Edwin Joseph Symmes, architecte, et Minnehaha Harris . C'est ainsi qu'il prend le nom de Robert Edward Symmes, et ce n'est qu'en 1941 qu'il se fait nommer  Robert Duncan,,,,,.
À l'âge de trois ans, il glisse sur la neige, dans la chute, ses lunettes se brisent, un morceau de verre blesse un de ses yeux, entraînant un strabisme.
Il grandit dans un environnement empreint de spiritualité syncrétique, de spiritisme, d'occultisme, d'hermétisme, d'ésotérisme, d'astrologie. Ainsi ses parents adoptifs, après avoir fait son thème astrologique, lui disent qu'il est un descendant d'Atlante. Cette atmosphère le familiarise à une pensée utilisant la symbolique, l'analogie, la polysémie, etc., qui détermineront son style.
En 1936, après ses études secondairesn il est admis à l'université de Californie à Berkeley. Pendant cette période, il écrit ses premiers poèmes, forge ses opinions de gauche et acquiert une réputation de bohème.

### Carrière
En 1938, il entre au Black Mountain College, mais n'y reste pas longtemps du fait d'un conflit avec le corps enseignant au sujet de la Guerre d'Espagne. Il passe deux ans à Philadelphie puis s'installe à Woodstock, où il travaille pour le magazine The Phoenix. Il y rencontre Henry Miller et Anaïs Nin, tous deux le soutiendront dans son travail de poète. C'est aussi à l'université de Californie à Berkeley qu'il forge ses premières idées politiques, il fréquente des cercles trotskystes violemment anti-staliniens. Des étudiantes comme Lilli et Mary Fabilli, Pauline Kael, Virginia Admiral, Cecily Kramer le soutiendront pour qu'il s'engage dans sa vocation poétique.
À Philadelphie, Robert Duncan entretient une relation amoureuse avec Ned Fahs, un Assistant de l'Université de Berkeley, relation qui s’achèvera en 1940.
En 1941, alors qu'il fait ses classes au centre d’entraînement militaire de San Antonio, il affirme publiquement son homosexualité ce qui déclenche son renvoi de l'armée.
En 1943, lassé par ses relations homosexuelles instables, il espère nouer une relation amoureuse stable avec une femme, c'est ainsi qu'il se marie avec Marjorie McKee, mariage qui ne tient pas, après quelques mois, ils divorcent. Déçu par sa vie amoureuse, il connait une période de cynisme qui le conduit à être gigolo en Floride.
Il publie en 1944, dans le magazine Politics, un essai intitulé The Homosexual in Society. Dans cet article, Robert Duncan identifie la détresse des homosexuels avec celle des Afro-américains et des Juifs dans la société contemporaine, et dénonce non seulement les persécuteurs mais aussi le culte de la supériorité homosexuelle qui rejette le monde hétérosexuel qui règne dans certains cénacles. Pour lui, la rédemption sociale réside dans l'inclusion et l'amour.
Parallèlement, ses poèmes sont un approfondissement de son expérience personnelle de la marginalisation, de la stigmatisation, de la ségrégation. De cette expérience il en tire un rejet du "christianisme mort", une dénonciation radicale des préjugés contre les minorités, un plaidoyer pour la liberté sexuelle et la tolérance, enfin une critique sociale de l'exploitation des classes ouvrières.
Robert Duncan, refuse d'être un antihéros ou un rebelle social, il recherche par l'expérience et l'expression poétique à favoriser l'inclusion des différents mondes, des différentes manières de vivre. C'est ainsi que Duncan rejette l'idée d'une poésie pour des élites, pour lui préférer une poésie comme lieu de compassion, d'empathie, de dialogue, de fraternité humaine.
En 1945, Duncan revient à San Francisco où il se lie d'amitié avec le poète Kenneth Rexroth, avec qui il entretenait une correspondance depuis un certain temps. Il retourne à Berkeley pour étudier la littérature du Moyen Âge et de la Renaissance, et se donne une image d'adepte du chamanisme dans les cercles littéraires et artistiques. Il sympathise avec les poètes Jack Spicer et Robin Blaser. Au début des années 1950, il écrit dans les revues Origin de Cid Corman et Black Mountain Review, et enseigne au Black Mountain College. Ces liens et leurs réseaux joueront un rôle crucial pour l'implication des poètes du courant Black Mountain dans la Renaissance de San Francisco.
en 1951, il rencontre celui qui deviendra son compagnon jusqu'à sa mort, le peintre Franklin Burgess "Jess" Collins.
Après la publication de son premier livre, Heavenly City Earthly City, en 1947). Il prend plaisir à jouer le rôle de médium pour faire émerger une littérature fondée sur la symbolique, l'occultisme, le polythéisme et la diversité sexuelle, il pratique son rôle de médium dans des salons sensibilisés aussi bien à la théosophie qu'au dadaïsme et au surréalisme. Ce rôle n'est pas pour lui qu'un jeu, c'est aussi la recherche de fondements ultimes de l’expérience humaine et de son expression, rejoignant en cela les archétypes de C.G. Jung, comme il l'expose dans son essai : The Truth & Life of Myth : An Essay in Essential Autobiography publié en 1973. L'un des exemples de cette poésie extatique de Duncan est The Venice Poem publié en 1948, et réédité en 1975. Il s'agit d'un immense poème illustrant la peinture du Douanier Rousseau peignant ses rêves et les images et mots que suscitent en lui la Symphonie en trois mouvements d'Igor Stravinsky, collage de sources sonores et picturales pour former un ensemble visionnaire.
Les années 1960 sont les temps de la reconnaissance nationale, c'est ainsi qu'il est le lauréat de nombreux prix : le prix Harriet Monroe (1961), une bourse Guggenheim (1963), le prix Levinson de la revue Poetry (1964) et trois bourses d'écriture du National Endowment for the Arts. En 1985, il reçoit le National Poetry Award. Les trois livres qui retiennent la critique sont :  The Opening of the Field (1960), Roots and Branches (1964), et Bending the Bow (1968).

### Engagement
Politiquement, il était anarchiste de gauche, affranchi des dogmes de la gauche institutionnelle américaine et ne se privant pas d'en faire des critiques acerbes. Il est proche d'autres écrivains anarchistes tels que  Willian Everson et Philip Lamantia et du syndicat dit des woblies. En 1968, il signera, avec d'autres poètes un manifeste contre la politique du gouvernement des Etats-Unis : "Poet Power".

## Archives
Les archives de Robert Duncan sont déposées et consultables à la bibliothèque de l'Université d'état de Kent  et à celle de l'Université d'Etat de New York à Buffalo.

## Œuvres

### Œuvres complètes
- Robert Duncan: The Collected Later Poems and Plays, éd. University of California Press, 2014,
- Robert Duncan: The Collected Early Poems and Plays, éd. University of California Press, 2012,

### Recueils de poésie
- Selected Poems,   éd. New Directions, 1993,
- Notebook Poems: 1953, éd. The Press in Tuscany Alley, 1991,
- Ground Work II: In the Dark , éd. New Directions, 1987,
- The Regulators, éd. Station Hill, 1986,
- A Paris visit: Five poems, éd. Grenfell Press, 1985,
- Ground Work: Before the War,  éd. New Directions, 1984,
- A Song from the Structures of Rime Ringing as the Poet Paul Celan Sings, Orange Export Ltd, 1977
- The Years As Catches, éd. Oyez Press, 1977,
- Selected Poems,  éd. New Directions, 1977,
- The Venice Poem, éd. New Poetry for the Poetry Society of Australia, 1975,
- Dante,  éd. Institute of Further Studies, 1974,
- An Ode and Arcadia,  coécrit avec Jack Spicer, éd. Ark Press, 1974,
- A Seventeenth Century Suite (1973)
- Poems from the Margins of Thom Gunn’s Moly (1972)
- Caesar’s Gate Poems,  éd. Sand Dollar, 1972,
- Poetic Disturbances,  éd. Clifford Burke, 1970,
- Tribunals: passages 31-35, éd. Black Sparrow Press, 1970,
- The First Decade: Selected Poems 1940-1950, éd. Fulcrum Press, 1969,
- Derivations, éd. Fulcrum Press, 1969,
- Roots and Branches, éd. New Directions, 1968,
- Bending the Bow,   éd. New Directions, 1968,
- Names of People,  éd. Black Sparrow Press,1968,
- The years as catches;: First poems, 1939-1946, éd. Oyez, 1966,
- As Testimony: The Poem, éd. White Rabbit Press, 1964,
- Roots and Branches,  éd. New Directions, 1964,
- The Opening of the Field,  éd. New Directions, 1960,
- Letters,  éd. Jargon Society, 1958,
- Caesar's Gate, éd. Sand Dollar, 1955,
- A Book of Resemblances,  éd. The Auerhahn Press, 1950,
- Medieval Scenes, éd. Centaur, 1950,
- Poems, éd. Berkeley Miscellany Editions, 1949,
- Heavenly City Earthly City, Bern Porter Press, 1947.

### Prose
- A Little Endarkenment, and in My Poetry You Will Find Me, éd. Small Press United, 1997,
- A Selected Prose,  éd. New Directions, 1995,
- In memoriam Wallace Stevens, éd. University of Connecticut, 1972,
- Writing, Writing, éd. Trask House Books, 1971,
- Achilles' Song, éd.  Phoenix Book Shop, 1969,
- Writing A Composition Book Stein Imitations (1964),
- The Poetry Center, San Francisco State College, presents Charles Olson, Thursday, February 21, 1957, San Francisco Museum of Art, éd. San Francisco State College, 1957,

### Théâtre
- Medea at Kolchis: The Maiden Head (1965)
- Faust Foutu: An Entertainment in Four Parts,  éd. Barrytown Limited, 1959

### Essais
- The Structure of Rime, éd. Arion Press, 2008,
- Wallace Berman Retrospective: October 24 to November 26, 1978, coécrit avec  David Meltzer, éd. Lapis Press, 1989,
- The H.D. Book, éd. Frontier Press, 1984,
- Fictive Certainties: Essays,  éd. New Directions, 1979,
- Scales of the Marvelous, éd.  New Directions, 1979,
- Beyond Poetry, éd. Brooklyn & Caringbah, 1974,
- The Truth & Life of Myth: An Essay in Essential Autobiography, éd. Sumac Press, 1973,
- Play Time Pseudo Stein: From the Laboratory Records Notebook 1953, éd. S. N. Tenth Muse, 1969,
- As Testimony: The Poem & The Scene, éd. White Rabbit, 1966,
- The sweetness and greatness of Dante's Divine comedy, 1265-1965;: Lecture given October 27th, 1965, at the Dominican College of San Rafael, éd. Open Space, 1965,
- Randall Jarrell ... Descriptive criticism, éd. San Francisco State College, 1956,
- Upon hearing Leonard Wolf's poem on a madhouse, January 13, 1947, éd. Bancroft Library Press, 1991,
- The homosexual in society, éd.  Politics Publisher. Co, 1944.

### Correspondances
- The Correspondence of Robert Duncan and Charles Olson, éd. University of New Mexico Press, 2017,
- The Letters of Robert Duncan and Denise Levertov, éd. Stanford University Press, 2003[19],
- H.D.(Hilda Doolittle)/Robert Duncan Correspondence, 1950-1961, éd. Lapis Press, 1991,

## Livres traduits en français
- Passages & structures, traduction Serge Fauchereau, éd. Bourgois, 1977.
- L’Ouverture du champ, traduction Martin Richet, Paris, Éditions José Corti, 2012  (ISBN 978-2-7143-1095-8)

## Prix et Distinctions
- 1985 : lauréat du  National Poetry Award.
- 1964 : lauréat du prix Levinson du Poetry magazine[20]
- 1963 : boursier de la fondation Guggenheim[21]
- 1961 : lauréat du Harriet Monroe Memorial Prize

## Regards sur son œuvre
La poésie de Robert Duncan possède plusieurs racines : John Milton, Charles Baudelaire, William Blake, James Joyce, Ezra Pound, Virginia Woolf, Gertrude Stein, Walt Whitman,Charles Olson, Gerard Manley Hopkins, Laura Riding, les mythes antiques (grecs, égyptiens, sumériens, indiens), les gnoses néoplatoniciennes et perses, le Zohar, Dante, les poètes élisabéthains, mais aussi des philosophes et psychologues comme Mortimer Adler, C.G. Jung, Abraham Maslow, Wolfgang Köhler, Jean Piaget, Alfred North Whitehead, etc. Il utilise la méthode du surréalisme pour faire surgir du fond de son expérience la plus intime des images, des sons, des analogies pour ensuite les traiter de façon rigoureuse, chaque mot, expression est travaillé : analogies, métaphores, association pour former poèmes et prose poétique. Chaque mot, expression sont fouillés pour faire éclater leurs polysémies, leurs capacités à pouvoir signifier. Se démarquant du formalisme post-moderniste il remet la poésie à ce qu'il estime être son usage primitif : la parole, la déclamation, l'expression des affects. Il est probablement inclassable car son œuvre relève à la fois du lyrisme romantique de Victor Hugo, du symbolisme de Mallarmé et du surréalisme d'André Breton et tout cela sur fond d'exégèse juive  et de mythologie païenne,.

### Notices dans des encyclopédies et manuels de références
- (en-US) John A. Garraty & Mark C. Carnes (dir.), American National Biography, Volume 7: Dubuque - Fishbein, New York, Oxford University Press, USA, 1er janvier 1999, 956 p. (ISBN 9780195127867, lire en ligne), p. 76-77,
- (en-US) Alfred Bendixen (dir.), The Continuum Encyclopedia of American Literature, New York, Continuum (réimpr. 2003) (1re éd. 1999), 1309 p. (ISBN 9780826415172, lire en ligne), p. 304-305,
- (en-US) Steven G. Kellman, Magill's Survey of American Literature-Vol.2, Pasadena, Californie, Salem Press, 1er septembre 2006, 957 p. (ISBN 9781587652875, lire en ligne), p. 693-702,
- (en-GB) Ian Hamilton & Jeremy Noel-Tod, The Oxford Companion to Modern Poetry, Oxford, Oxfordshire, Oxford University Press, 16 mai 2013, 719 p. (ISBN 9780199640256, lire en ligne), p. 159,

### Essais
- (en-US) Ekbert Faas, Young Robert Duncan : Portrait of the Poet as Homosexual in Society, Santa Barbara, Californie, Black Sparrow Press, 1er janvier 1983, 408 p. (ISBN 9780876854891, lire en ligne),
- (en-US) Mark Andrew Johnson, Robert Duncan, MacMillan Publishing Company, coll. « Twayne's United States Authors Series », 31 décembre 1988, 182 p. (ISBN 9780805775112, lire en ligne),
- (en-US) Peter O'Leary, Gnostic Contagion : Robert Duncan & the Poetry of Illness, Middletown, Connecticut, Wesleyan University Press, 24 juin 2002, 296 p. (ISBN 9780819565648, lire en ligne),

### Articles

#### Anglophones
- (en-US) Robert Kelly, « Robert Duncan & The Right Time », Conjunctions, No. 29,‎ 1997, p. 334-344 (11 pages) (lire en ligne ),
- (en-US) Robert Peters, Paul Trachtenberg & Robert Duncan, « A Conversation with Robert Duncan (1976), suite », Chicago Review, Vol. 43, No. 4,‎ 1997, p. 83-105 (23 pages) (lire en ligne ),
- (en-US) Robert Peters, Paul Trachtenberg & Robert Duncan, « A Conversation with Robert Duncan (1976) », Chicago Review, Vol. 44, No. 1,‎ 1998, p. 92-116 (25 pages) (lire en ligne ),
- (en-US) Lisa Jarnot, « Robert Duncan: The Ambassador from Venus », Chicago Review, Vol. 45, No. 2,‎ 1999, p. 24-47 (24 pages) (lire en ligne ),
- (en-CA) Stephen Collis, « "The Frayed Trope of Rome": Poetic Architecture in Robert Duncan, Ronald Johnson, and Lisa Robertson », Mosaic: An Interdisciplinary Critical Journal, Vol. 35, No. 4,‎ décembre 2002, p. 143-162 (20 pages) (lire en ligne ),
- (en-US) Eric Keenaghan, « Vulnerable Households: Cold War Containment and Robert Duncan's Queered Nation », Journal of Modern Literature, Vol. 28, No. 4,‎ été 2005, p. 57-90 (34 pages) (lire en ligne ),
- (en-US) Donna Krolick Hollenberg, « "The Deeper Unsastisfied War", Robert Duncan's Poems for H.D », Paideuma: Modern and Contemporary Poetry and Poetics, Vol. 35, No. 1/2,‎ printemps 2006, p. 67-89 (23 pages) (lire en ligne ),
- (en-US) Robert Kaufman, « Poetry's Ethics? Theodor W. Adorno and Robert Duncan on Aesthetic Illusion and Sociopolitical Delusion », New German Critique, No. 97,‎ hiver 2006, p. 73-118 (46 pages) (lire en ligne ),
- (en-GB) Catherine Martin, « The Gift of the Poem: Mallarmé and Robert Duncan's "Ground Work: Before the War" », The Modern Language Review, Vol. 103, No. 2,‎ avril 2008, p. 364-382 (19 pages) (lire en ligne ),
- (en-US) Eric Keenaghan, « Life, War, and Love: The Queer Anarchism of Robert Duncan's Poetic Action during the Vietnam War », Contemporary Literature, Vol. 49, No. 4,‎ hiver 2008, p. 634-659 (26 pages) (lire en ligne ),
- (en-GB) James Boaden, « Moving Houses: Jess and Robert Duncan's Queer Domesticity », Oxford Art Journal, Vol. 36, No. 2,‎ 2013, p. 257-280 (24 pages) (lire en ligne ),
- (en-US) Josuah Corey, « Robert Duncan's Visionary Ecology », Paideuma: Modern and Contemporary Poetry and Poetics, Vol. 40,‎ 2013, p. 369-403 (35 pages) (lire en ligne ),
- (en-US) Ross Hair, « Fallen Love: Eros and Ta'wīl in the Poetry of Robert Duncan », Journal of Modern Literature, Vol. 36, No. 3,‎ printemps 2013, p. 174-193 (20 pages) (lire en ligne ),
- (en-US) Bruce Whiteman, « A Search in Obedience: On the Collected Works of Robert Duncan », Los Angeles Review of Books,‎ 28 décembre 2013 (lire en ligne ),
- (en-GB) Peter Riley, « The God of Robert Duncan », The Fortnightly Review,‎ 2014 (lire en ligne ),
- (en-US) Holland Cotter, « The Company They Kept », The New York Times,‎ 16 janvier 2014 (lire en ligne ),
- (en-US) Sarah Ehlers, « Mourning the Modernist Undead: Robert Duncan's Company and the Felt Silence of the Lost Generation », Contemporary Literature, Vol. 55, No. 1,‎ printemps 2014, p. 89-117 (29 pages) (lire en ligne ),
- (en-US) Joshua S. Hoeynck, « Deep Time and Process Philosophy in the Charles Olson and Robert Duncan Correspondence », Contemporary Literature, Vol. 55, No. 2,‎ été 2014, p. 336-368 (33 pages) (lire en ligne ),
- (en-US) Jessica Gelt, « Jess, Robert Duncan: a collaboration both romantic and artistic », Los Angeles Times,‎ 20 septembre 2014 (lire en ligne ),
- (en-US) Rachel Blau Duplessis, « Polymorphous Poetics: Robert Duncan's "H.D. Book" », Contemporary Literature, Vol. 55, No. 4,‎ hiver 2014, p. 635-664 (30 pages) (lire en ligne ),

- (en-US) David Levi Strauss, « The Enamored Mage, Magic, Alchemy, and Esoteric Thought in Works by Robert Duncan and Jess » , sur The Brooklyn Rail, février 2015,
- (en-US) Jeffrey Neilson, « Robert Duncan's Conversion to Poetry », Contemporary Literature, Vol. 56, No. 1,‎ printemps 2015, p. 114-144 (31 pages) (lire en ligne ),

#### Francophones
- (fr) Clément Oudart, « Les constructions poétiques de Robert Duncan: « only passages of a poetry, no more » », Revue française d'études américaines, No. 103,‎ février 2005, p. 38-49 (12 pages) (lire en ligne ),
- La machine à écrire comme machine de guerre : Robert Duncan, l’auto- et l’anti-publication, article de Clément Oudart pour la revue IDEAS (Idées d'Amériques), 2017[24],

#### Lectures et interviews audio-phoniques et audiovisuels
- USA: Poetry: Robert Duncan and John Wieners, par Richard O. Moore pour le "Daily Hatch", 2015[25],
- Sur le site PennSound de l'Université de Pennsylvanie[26].